# Lincoln Beachey
Lincoln J. Beachey (3. března 1887 – 14. března 1915) byl americký průkopník letectví a performer.

## Thomas Forston vzpomíná
Na podzim roku 1914 se sedmnáctiletý učeň oboru fotograf, který neměl dolar na vstupenku na airshow, protáhl pod plotem do parku Overland v městě Denver (Colorado). Mladý Thomas F. Forston si připravil svůj neohrabaný aparát. S ním vyfotografoval neohrožený závodní tým Lincolna Beacheyho a Barneyho Oldfielda a zaznamenal tak pro budoucí generace éru závodů, kdy letadla a závodní auta byla postavena do role pro veřejnost senzačních soupeřů.
Ve svých šedesáti tento muž vzpomínal stále živě na tuto dobu a vypráví: „Beachey a Oldfield dělali turné po Státech. Když se nevyskytovaly žádné překážky, Beachey závodil nad tratí asi ve výšce 100 stop, kopírujíc tvar dráhy. Avšak v Denveru tomu bránily stromy. Oldfieldova role zde byla objet několikrát mílovou trať v závodním voze Fiat, který zvedal v zatáčkách do vzduchu mraky prachu. Beachey, připoután na bidélku svého Curtissova křehkého letadla s tlačnou vrtulí létal nad davy a dělal řadu přemetů ve výšce několika set stop.
Curtiss pusher byl poháněn francouzským rotačním sedmiválcem Gnome o 70 koňských silách“, vzpomíná Forston. „Beachey jel osobně do Francie těsně před vypuknutím války mezi Francií a Německem a nějakým způsobem se mu podařilo koupit motor navzdory regulačním opatřením francouzské vlády o prodeji strategického zboží a odvezl ho rovnou na loď, na kterou měl zpáteční lístek do Spojených států.
Dále Forston popisuje řízení letadla s poukazem na odlišnosti od dnešního standardu.
„Beachey byl super showman v letadle. Prudce klesal, nakláněl stroj a létal kolama vzhůru. Vymyslel a předváděl strmý pád, holandský výkrut (Dutch roll) a Turkey trot (tzv. krocaní natřásání – kdo ví, co si přesně pod tím představit). Beachey zvládl perfektní přemet, pád po přetažení a naučil se jak vybrat vývrtku, do níž padal po ocase.
„Lincoln Beachey pokračoval v předváděcích letech na západním pobřeží Spojených států a zemřel tragicky o několik měsíců později při předváděcím letu nového jednoplošníku nad San Franciscem, se kterým se zřítil do zátoky. Beachey létal ve dvanácti, stal se slavným ve dvaceti a zahynul ve 27. Národ, šokovaný jeho smrtí, se dožadoval záchranných prostředků pro piloty. Smrt hrdiny přispěla k urychlení vývoje padáku. Barney Oldfield, jehož jméno je spjaté s automobilovým sportem, zemřel v roce 1946.“

## Životopis Lincolna Beacheyho
Slavný muž, americký průkopník leteckých show a celonárodní král vzduchu, Lincoln Beachey a jeho neméně slavné letadlo. Lincoln Beachey byl jedním z nejznámějších a historicky nejzajímavějších postav počátků exhibičních letů v USA. K obvyklé skladbě tehdejšího repertoáru ostrých zatáček, divokých piké a nízkých průletů, tento muž - ve Spojených státech jako první vůbec – v roce 1913 vyzkoušel a poté pravidelně předváděl se svým letadlem přemety, v angličtině zvané loops.

## Pilot na špici letadla
„Museum of Aerospace“ v kalifornském San Diegu. Ve vstupní části je expozice věnována počátkům letectví a z mnoha modelů, replik i skutečných letadel. Například křehký dvojplošník na tříkolovém podvozku, bez trupu, s rotačním motorem nesoucím mohutnou tlačnou vrtuli. Je na něm figurína pilota, sedící na samé špici letadla, s nohama opřenýma o prodlouženou osu předního kola s rukama svírajícíma dřevěný „volant“. Skutečný pilot se jmenoval Lincoln Beachey a jeho poslednímu modelu tohoto dvouplošníku se přezdívalo Little Looper – Malý akrobat. Byl to model Curtiss, vylepšený typ D. Křehké letadlo stojí na podstavci v dosahu ruky a preciznost provedení i zřejmá funkčnost spleti drátů a táhel nenechá na pochybách, že stroj byl letuschopný.
Little Looper nevypadá jako dnešní letadlo, je to létající aparát. Nutno říci, že byl spolehlivý a relativně bezpečný, na rozdíl od pozdějšího jednoplošníku, který v kombinaci se stále větším riskováním, stál nakonec mladého pilota život.

## Mládí
Lincoln Beachey se narodil v San Franciscu v Kalifornii 3. března 1887. Tamtéž absolvoval základní školu. Beachey, později všeobecně považovaný za nejproslulejšího exhibičního letce své doby v USA, se začal zajímat o letectví již od mládí. Poprvé letěl ve věku 17 let, v únoru 1905 v Oaklandu v Kalifornii, když pilotoval Heatonyho řiditelný balón. V roce 1906 předvedl svůj prvý let na veřejnosti na východě Států, když jako lehčí než vzduch obletěl kopuli Capitolu ve Washingtonu. Dne 25. června 1907 pilotoval doutníkovou vzducholoď nad městem New York. Přeletěl zátoku, obkroužil Brooklyn, prosmýkl se nad East River a přistál na Battery Park na Mannhattanu. O několik minut později odstartoval znovu, přeletěl jižní cíp poloostrova Mannhattan, kde narazil do vysoké budovy o níž svůj létající stroj poškodil, takže vynuceně přistál v East River, odkud byl nezraněný zachráněn.

## Performer
Mezi roky 1905 a 1909 se Beachey stal známým pro své smělé exhibice po celých Spojených státech právě v Baldwinových řiditelných vzducholodích poháněných Curtissovými motocyklovými motory. Avšak v roce 1910, na prvém předvádění létacích strojů v Los Angeles, letecký závod vzducholodí Beacheyho s Royem Knabenshuem vzbudil již menší zájem. Místo toho se davy shlukovaly vedle, aby viděly závod Glena Curtisse a Louise Paulhana na strojích s pevnými křídly. Baldwinovy řiditelné prostředky typu lehčí než vzduch byly příliš krotké a mírumilovné pro tohoto odvážného pilota. Beachey brzy ukončil svá vystoupení a ve svých třiadvaceti se rychle přidal ke Curtissovi a učil se létat na strojích těžších než vzduch.
V roce 1911 se přestěhoval do Hammondsportu, stát New York, kde absolvoval pilotní lekce od Glenna H. Curtisse a údajně po určitých obtížích získal pilotní oprávnění jako pilot – amatér. 17. ledna 1911 vyhrál cenu jeden tisíc dolarů nabídnutou amatérskému pilotu, který dokáže absolvovat let dlouhý půl míle. Vzdálenost prolétl v čase dvě minuty a osm sekund. Hned potom se připojil ke Curtissovým předváděcím pilotům. 23. ledna 1911 způsobil senzaci v leteckých kruzích, když předvedl strmý sestup o 400 stop po sérii „smrtelných“ krátkých piké. Diváci, neuvyklí takovým činům byli přesvědčeni, že se zřítil, ale on přistál bezpečně za kopcem, ukryt před zraky diváků. Byl prvý, který obletěl Capitol v letadle v květnu 1911 a sklízel národní publicitu a slávu. Nezapomeňme, že v té době se na prvé piloty vzhlíželo jako na dobrodruhy a hrdiny. A oni jimi také byli. Auta byla taková, jaká známe z prvých filmových grotesek a např. slavný Titanic vyplul na svoji panenskou plavbu až následující rok.
Začátkem roku 1911 již tedy Beachey předváděl letecké produkce a 20. srpna 1911 získal uznání jako nejlepší pilot na velkém leteckém setkání v Chicagu. Proti smetánce světových pilotů z Francie, Anglie a Spojených států demonstroval mistrovské umění pilotáže a odvahu, které se nikdo jiný nemohl rovnat. Letěl na jednom z prvých Curtissových modelů letadel s tlačnou vrtulí v jediném stoupavém motorovém letu, dokud nevyprázdnil nádrž. Pak klouzal dolů k předváděcí ploše na břehu jezera Michigan s dosaženým světovým výškovým rekordem 11 642 stop (3 550 m). Toto letadlo, poháněné vidlicovým, vodou chlazeným osmiválcem, mělo pravděpodobně ještě přední výškové kormidlo. V roce 1912 Beachey létal na shows v Bostonu, Los Angeles a v Chicagu. Zkoušel Curtissova letadla a plně se věnoval exhibicím. Jeho pilotní licence byla dvakrát suspendována. Jednou za let nad bulvárem Michigan v Chicagu a jednou pro formální náležitosti. Na konci roku nečekaně oznámil konec létání a věnoval se obchodování s nemovitostmi. Měl však srdce pilota. V roce 1913 spolupracoval s Curtissem na vývoji prvého modelu s tažnou vrtulí – předchůdce později hromadně vyráběné Curtiss Jenny.
Staré fotografie mluví za své. Pro současnou generaci leteckých fanoušků, kteří možná vědí méně o počátcích letectví, je třeba se zmínit, že Beachey byl v Americe té doby nesmírně populární. Byl tím, který prvý udělal svíčku, spirálu a vyzkoušel řízený pád stroje po poklesu rychlosti. A byl prvním Američanem, který letěl v obrácené poloze a prvním, kdo předvedl loop. Byl zároveň showmanem i akrobatem, využíval různých efektů a davové psychózy. Prováděl a současně i uváděl svá vystoupení, takže vždy dosáhl kýženého výsledku. Vychutnával si svoji pověstnou přesnost v ovládání stroje, s níž se spouštěl nízko nad jedoucí automobily, budovy i stromy, míjejíce je údajně o „zlomky palců“.
Prolétával míle nahoru a dolů Chicagskými bulváry, s předním kolem jen těsně nad střechami automobilů, létal skrze budovy, startoval i přistával na nich a předváděl jiné kousky, kde odhad vzdáleností a rychlosti byly hlavními faktory. Byl exhibičním letcem, který si držel a udržel pozornost diváků od začátku vystoupení do konce. Že to byl hazard se smrtí, o tom není pochyb, ale v té době ještě nebylo letectví svázáno předpisy a pojmy jako letecká nekázeň. Však také většina tehdejších pilotů zaplatila daň nejkrutější.

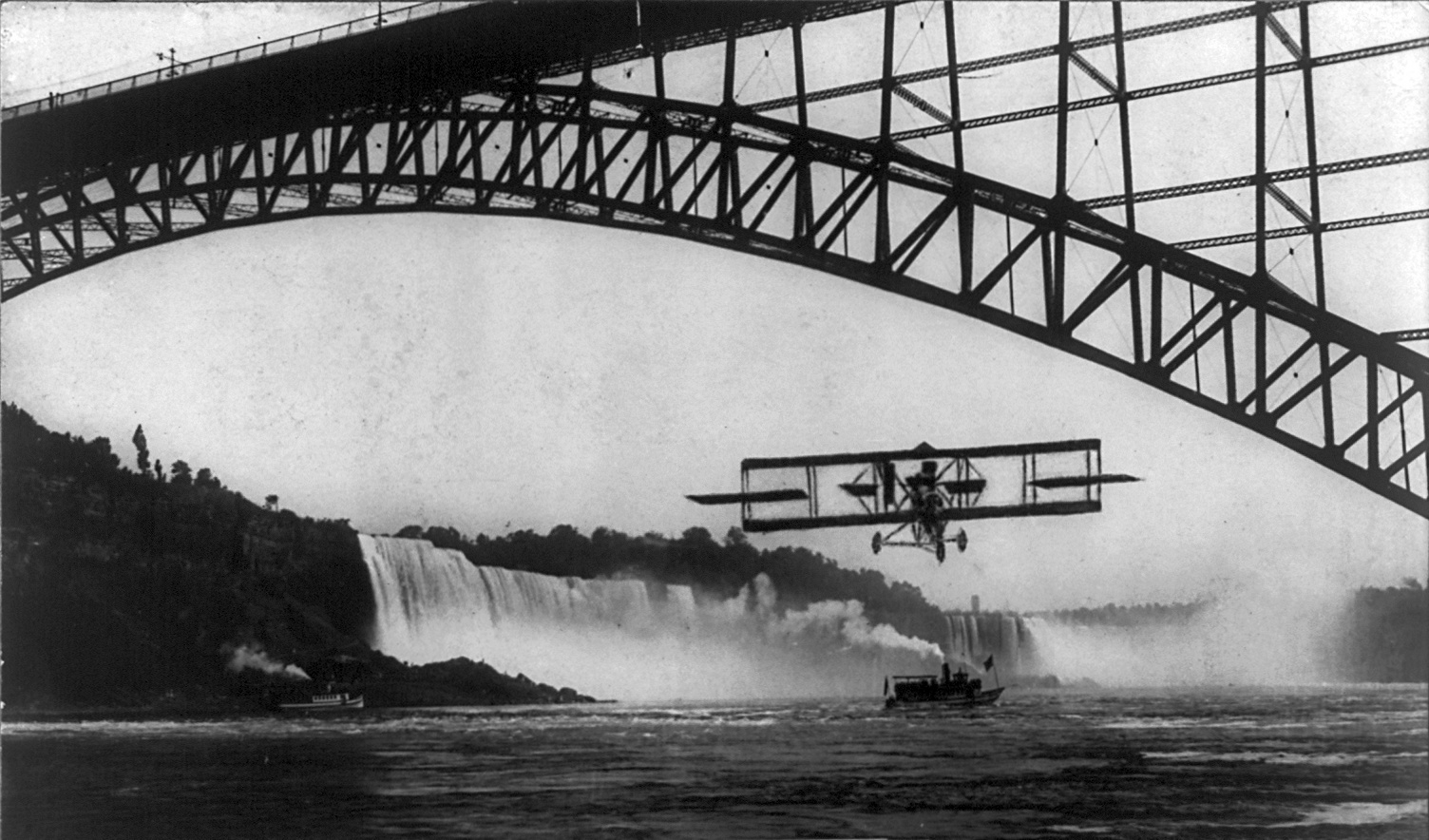
Lincoln Beachey u Niagarských vodopádů

Beachey byl pilot showman a miloval slávu. Mnoho nedbal na to, jak mohou být jeho kousky nebezpečné. Fotografie jeho postavy, sedící na samé špici letadla v primitivní sedačce, svírající „volant“ kterým ovládal směrovku a s předním kolem pod nohama, budí pozornost i dnes. Některé z jeho fotografií se masově prodávaly jako pohlednice ve statisícových nákladech. S proslulou kšiltovkou otočenou štítkem dozadu, v tmavě modrém proužkovaném obleku s kravatou a v polobotkách, létal zpočátku dlouhou dobu nepřipoután. Snad skutečnost, že seděl zcela nechráněn na samé špici letadla, rozrážel svým tělem vzduch a slyšel svist vzduchu mezi dráty svého stroje, jehož tak byl nedílnou částí, naučil se vnímat a podvědomě vyhodnocovat podmínky letu. Beachey končil svá vystoupení tak, že zůstával ve vzduchu dokud mu zbývala v nádrži poslední kapka benzínu. Pak přistával klouzavým letem. Byl to takřka pevný bod jeho vystoupení.
27. června 1911 letěl přes Niagarské vodopády. Při tomto letu se vrhl střemhlav do hlubiny podél padající vody a vybral pád až těsně nad hladinou, vzápětí podlétl velký oblouk ocelového mostu, aby později přistál, zcela promáčen.
Po tom, co nějaký čas létal s ostatními piloty pro Curtisse, založil se pro sebe a jeden čas vytvořil závodní tým s populárním automobilovým závodníkem Barney Oldfieldem. Závody mezi vozem Fiat a dvojplošníkem Curtiss se odehrávaly před publikem například na oválném stadionu, kde Beachey letěl jen několik málo metrů nad zemí, kopírujíc ovál. Filmový záznam takového závodu můžete spatřit na videu právě v Museum of Aerospace v San Diegu. Je to představení, kdy dnešnímu pilotovi tuhne krev v žilách. Rychlosti vozu i letounu jsou dost vyrovnané, Beachey letí v úrovni zvýšených tribun a let není zrovna plynulý. Tento závod vyhrálo letadlo, pilot a jistě i několik diváků.
V září 1913 francouzský pilot Adolphe Pégoud prvý na světě konečně dokázal opravdový přemet v letadle Bleriot a Beachey pod dojmem této události překypoval novou aktivitou a rozhodnutím opět si získat svoji mystickou korunu krále vzduchu. Okamžitě objednal nové zpevněné letadlo schopné přemetu, na jehož vývoji se podílel. Oznámil, že zamýšlí předvést, že dvojplošník dokáže to samé, či dokonce více, než Pegoud předvedl v zahraničí na jednoplošném Blériotu. Beachey plánoval, že předvede tento manévr dříve, než Pegoud přijede do Ameriky.

## Těžká havárie
V říjnu 1913 přežil ošklivou havárii, při které svého Curtisse zcela zdemoloval. Na veřejné exhibici v Hammondsportu (stát New York) při jednom z nízkých průletů zachytil o lana vojenského stanu a přitom smetl několik přihlížejících diváků, kteří si vylezli nahoru, aby lépe viděli. Následky byly fatální. Jedna mladá dívka zemřela na místě a její sestra byla těžce raněna. Několik dalších diváků a sám Beachey byli zraněni lehce. Beachey přežil, přestože se strojem havaroval na zádech. Bylo to poprvé, co použil bederní poutací pás a to mu hned zachránilo život. Pod vlivem této události krátce zvažoval, že od létání odejde.

## Loopingy

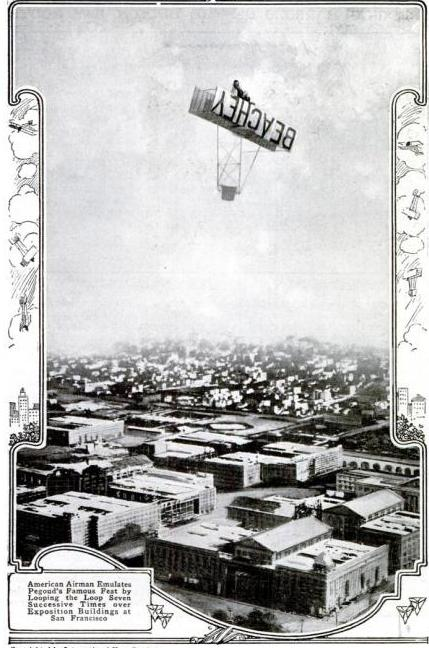
Looping

Na podzim 1913, po sérii kalifornských Airshows zakončených 27. prosince v oblasti zálivu kolem San Francisca, byla Beacheyho akrobatická vystoupení a hazardní kousky hlavními náměty konverzace v leteckých kruzích všude kolem. Dlužno říci, že několikrát měl Beachey na mále. Tak například 21. prosince 1913 zkoušel poprvé looping s rukama sundanýma ze řízení. Když byl Curtiss na zádech, zastavil se mu motor. Stroj se propadl o značnou výšku, než se ho podařilo vyrovnat. Beachey pokoušel osud. Den předtím prohlašoval, že může udělat tolik loopingů, kolik chce, neboť je to snadné jako štípání dřeva. 25. prosince téhož roku vystupoval v San Franciscu nad výstavištěm navzdory tomu, že z moře se blížila bouře. A o tři dny později na letecké pouti tamtéž demonstroval, že může dělat plynule přemety jeden za druhým a jeho Little Looper přitom ještě nabíral výšku. Byl tak samolibý, že o tři dny později si vymyslel další číslo – průlet strojní halou dlouhou 300 stop. Přitom však na konci škrtl a poškodil stroj.
10. ledna 1914 přežil další havárii, když závodil s Barney Oldfieldem, který řídil automobil. Při přistávání si všiml na poslední chvíli, že auto je pod ním. Strhl stroj a skončil pod troskami. Přežil pravděpodobně nezraněn. Pilotovo štěstí vydrželo až do 31. ledna, kdy při závodu s automobilem se mu ve výšce 350 stop roztrhla vrtule. Beachey doklouzal a narazil do stromu. Tento výčet různých nehod za tak krátké období dává tušit, že podobných nehod bylo již dříve asi více. Avšak jak pilotova popularita rostla, troufal si víc a víc a bohužel asi také proto, aby si udržel zájem diváků, musel vymýšlet stále nová čísla. V době, kdy letectví bylo v počátcích, nebyly předpisy a nařízení zdaleka takové jako dnes. Tak byla většina leteckých vystoupení hazardní hrou o zdraví a životy pilotů i diváků.
Další z prvých známých pilotů, Art Mix, napsal v roce 1914 článek „82 000 mil s Lincolnem Beachey“, ve kterém popisuje své zážitky, když v té době působil jako Beacheyho mechanik. S ním absolvoval turné po 126 městech před neuvěřitelnými 17 miliony diváků dohromady. To je ohromující číslo, zvláště v době, kdy byly noviny jediným sdělovacím prostředkem. Obvyklá reklama tenkrát byla: „Beachey poletí ve tři odpoledne, ať prší, svítí slunce nebo je cyklón“. Po smrti Beacheyho se s Artem Mixem setkal muž, který měl později rovněž velmi blízko k Little Looperu a historii spjaté s Beacheym. Jmenoval se Hud Weeks a sbíral všechny články, fotografie a informace a také mnohé zasvěcené napsal. Art Mix např. vzpomínal na průlet skrze onu výstavištní halu, při které se stroj poškodil. Díky jeho vzpomínkám víme, že známá fotografie byla pořízena později a stroj byl při jejím pořizování zavěšen na drátech.

## Technika
Nepodařilo se zjistit, s kolika stroji vlastně Beachey postupně létal. Z mnoha fotografií je však patrná řada rozdílů. Většina Beacheyho strojů používala Curtisssův řadový vidlicový osmiválec řady OX s mohutným chladičem kapaliny, umístěným za pilotovými zády. Každý si jistě dovede představit nebezpečnost takovéhoto tlačného uspořádání, (letadla byla nazývána Pusher, push znamená tlačit) které nakonec vedle jiných důvodů vedlo konstruktéry i k přechodu na tažné uspořádání vrtule (pro takové se dříve používal termín Tractor). Při každém nárazu byl zepředu nechráněný pilot ještě vystaven nebezpečí smrtelného úderu do zad. A že byl takový motor dosti těžký, si dovedeme představit i z fotografií, kde je umístěn v jinak subtilní dřevěné konstrukci stroje.
Teprve od léta 1914 Beachey používal výhodnější francouzský rotační motor. Co se týká draku letadla, existují nezřetelné fotografie prvých modelů, kdy původní Curtissovo letadlo používalo ještě přední horizontální řídící plochu, ale od té bylo již na dalších modelech upuštěno. Zkracovala se délka, měnilo se rozpětí křídla i umístění mezikřídelních vzpěr. Horní křídlo mělo jednou větší rozpětí než spodní, vnější vzpěry se přemísťovaly od středu více k samému okraji křídla na posledních modelech. Dopátrat se zaručeného vzhledu toho kterého modelu již patrně není možné. Různé úpravy a záměny letadel byly jistě vynuceny také nehodami.
Beacheyho modely jsou většinou uváděny jako „Curtiss Special Model D“. Stroj, který byl určený na předvedení prvého loopu byl později nazýván „Special Looper 1913“. Jednalo se opět o další vývojový stupeň Curtissova modelu D, dodatečně upraveného a zesíleného. Vzpěry byly zesíleny na dvojnásobek, stroj byl vyztužen lanky o průřezu 3/32 palce, byl instalován poutací pás přes stehna a dvojité dráty byly použity na kotvení motoru. Rozpětí bylo zkráceno na 24 stop a 3 palce. Tento letoun, stejně jako předešlé Beacheyho stroje byl osazen Curtissovým řadovým motorem. Výkon postupně stoupal až na 90–100 koní. To je docela hodně, když si uvědomíme, že dnešní ultralajty mívají motory kolem 35 koní. Šlo o řadové vodou chlazené osmiválce do V typu OX, které prosluly později zejména hromadným použití v Curtissově letadle „Jenny“. Výsledkem všech těchto úprav bylo, že se zvýšila tuhost konstrukce, ale také hmotnost a aerodynamický odpor. Srovnáním údajů je pravděpodobné, že popisovaný stroj byl zničen při oné havárii v Hammondsportu v říjnu 1913. Ale už v listopadu se Beachey přesunul do San Diega (California), kde do omrzení nacvičoval let v obrácené poloze v novém zpevněném speciálu s motorem o 90 koňských silách, a krátce nato bez velkých potíží předvedl prvý regulérní přemet ve výšce 2 500 stop (760 m). Jméno Beachey bylo nakresleno na horním křídle velkými černými písmeny. Pilotova sláva byla na vrcholu.
Beachey však zkoušel i jiná letadla. Na jaře 1914 objednal dvojplošník navržený Charlesem Willardem s tažnou vrtulí, které zamýšlel použít pro přemety, avšak modifikace ocasních ploch prokázala jeho neřiditelnost. Beacheymu se však zalíbil motor, Francouzský Gnome o 50 koňských silách.
Little Looper bylo jméno, jakým letadlo pokřtili novináři a podle všeho se vztahovalo až k úplně poslednímu letadlu, které svého pilota přežilo. Bylo navrženo a zkonstruováno tak, aby se dalo snadno a rychle rozebrat a sestavit za účelem rychlých přesunů při zamýšlených exhibičních vystoupeních, která plánoval Beacheyho manažer William Pickens. Snad jsou to jen nepodložené domněnky, ale kdyby Beachey nebyl zaměnil toto své letadlo za nešťastný černý jednoplošník, jeho pozdější tragická smrt mohla být odvrácena. Little Looper byl spolehlivý a vyzkoušený. Beachey s ním jen v roce 1914 absolvoval turné po 126 městech po celých státech a do konce roku s ním předvedl více než 1 000 přemetů!

### Konstruktéři
Podle informací toto speciální letadlo bylo postaveno Jamesem LaMontem v Curtissově továrně. Ale pravděpodobně vzniklo podle návrhu a ve spolupráci se samotným Beachym, Warrenem Eatonem a Artem Mixem, kteří byli jeho placenými mechaniky. Pánové Warren Eaton a Lincoln Beachey, v době, kdy toto letadlo bylo konstruováno, již měli hodně zkušeností z předchozích modifikací. Beachey pověřil Eatona stavbou tohoto speciálu, který vycházel z předešlých konstrukcí, avšak byl uzpůsoben pro nový rotační motor. Prvý zálet provedl Beachey 19. května 1914 a v témže měsíci s ním rozechvěl Chicago. Letadlo dosahovalo rychlosti 80 mil za hodinu (129 km/hod). Tento model byl také upravován. Jeden čas měl delší horní křídlo s vestavěným klasickým křidélkem, zkoušelo se k dosažení většího vztlaku a dostupu.

### Motory
Motor byl údajně zakoupen samotným Beachym ve výrobním závodě za hotové peníze. Beachey se urychleně vydal do Francie na jaře 1914. Tento Gnome byl lehký, vzduchem chlazený sedmiválec, schopný při plném výkonu vyvinout výkon asi 84 HP. Motor spolu s obrovskou vrtulí se točil při maximálním výkonu 1 350krát za minutu při použití automobilového benzínu. Benzín byl při nalévání úzkostlivě cezen přes hedvábný kapesník, aby se do motoru nedostaly žádné nečistoty. Inu, byly to přece jen teprve počátky letectví. Motor vážil 205 liber (93 kg) včetně jednoduchého magnetového zapalování, svíček, olejové pumpy a přední a zadní montážní příruby. Byl mazán ricínovým olejem, který se míchal s benzínem až za karburátorem. Přípustí plynu se řídil předstih zapalování a tím i otáčky. Motorové lože sestávalo celkem z osmi (čtyř zepředu a čtyř zezadu) paprskovitě se rozbíhajících ocelových trubek, přišroubovaných přes ložiska k montážním přírubám motoru a připevněných druhými konci do kování na nosnících křídel. Krom toho byla dutá hřídel motoru – vzhledem k tlačnému použití motoru zde obrácená směrem dopředu – rovněž uchycená v paprskovitých výztuhách. Celek byl navíc zpevněn drátovými výztuhami a tak přestože uložení vypadalo neohrabaně, nikdy nezklamalo.
Rotační motor byl původně vyvinut pro pohon autobusů, ale dočkal se uplatnění ve stíhačkách Světové války a to na obou stranách fronty. U rotačních motorů je všechno jinak, než jsme navyklí si představovat. Dutá hřídel motoru, vycházející z motoru na opačné straně než je vrtule, je obvykle spojena s velkou přírubou, pomocí které je motor přišroubován na motorovou přepážku. Všechno co je vidět, se točí. Válce, středový odlitek nesoucí válce i vrtuli, svíčky, ventily, vahadla a tak dále. Palivo přichází právě tou dutou hřídelí a prochází klikovou skříní, jako je tomu u dvoudobých motorů. Tu zároveň maže a proto musí být olej přimícháván k benzínu. Nad píst se směs dostane pomocí přepouštěcích kanálů, které jsou zvlášť ke každému válci vedeny měděnými trubkami, tvořícími typické fajfky. Výfukové potrubí nebylo žádné. Spaliny a především olej, unikající za rotace motoru z válců, se rozstřikovaly odstředivou silou kolem dokola.
V prvých stíhačkách v tažném uspořádání vrtule se proto výfukové zplodiny usměrňovaly motorovým krytem a odváděly mezerou mezi krytem a spodkem trupu. U Beacheyho letadla byl kolem motoru instalován kruhový prstenec, který alespoň zabraňoval rozstřikování oleje na nosné plochy. Dočkal se mnoha vylepšení, ale princip od začátku vedl do slepé uličky. Ve své době byl motor relativně spolehlivý, protože byl chlazený vzduchem a měl příznivý poměr výkonu ku váze.

### Palivo
Palivová nádrž byla umístěna pod střední částí horního křídla a měla dva oddělené prostory, pro benzin a příslušné množství oleje. Byla vyrobena z tenkého ocelového plechu a nesla palivo na 40 minut letu. Palivo i mazivo bylo dopravováno ke karburátoru gravitací, ale olej byl do karburátoru čerpán pumpou poháněnou od motoru. Spotřeba oleje byla vysoká, uvádí se neuvěřitelných 50 % objemu paliva. Spotřeba benzínu je uváděna až 80 liber (36 kg) na hodinu letu. Nejmenovaná opatření byla provedena k zásobování motoru palivem za letu na zádech.

### Křídla
Křídla byla stejné hloubky po celém rozpětí a identická pro horní i dolní plochy, která byly přímo nad sebou. Horní a dolní křídlo bylo spojeno dřevěnými vzpěrami s aerodynamickým profilem. Celek byl vyztužen lanky, kotvenými do kovových patek sousedících vzpěr. Každé křídlo se skládalo ze tří sekcí, potah byl plátěný, lakovaný. Křídla neměla vzepětí a neměla také křidélka. Žebra byla zhotovena z lepených smrkových pásnic. Ke dvěma hlavním nosníkům byla žebra připevněna pomocí kovových úchytů a šroubů, jakož i k náběžné a odtokové liště. V každém průsečíku žeber s nosníky byl spoj zpevněn vlepenými a mosaznými hřebíčky přibitými dřevěnými hranolky pro získání vyšší tuhosti. Celková plocha křídel byla 147 čtverečních stop (13,6 m2). Plošné zatížení bylo přibližně 5,13 liber na čtvereční stopu (25 kg/m2). Profil křídla byl podobný běžným Curtissovým profilům té doby, s maximálním průhybem profilu 48 mm ve 42 % hloubky křídla. Šlo vlastně o dutý profil. Křídlo bylo velmi tenké a proto žebra nemohla mít žádné odlehčovací otvory. Aerodynamické vlastnosti takového profilu nejsou známy, ale odhaduje se, že jsou podobné prvým profilům typu Eiffel. (Konstruktér známé věže se také zabýval aerodynamikou). Křídlo mělo poměrně značný úhel náběhu. Konstrukce křídla byla skutečně unikátní. Žebra byla údajně slepena z pěti vrstev stříbrného smrku, napařovaných a vytvarovaných na dřevěné formě. K přednímu a zadnímu nosníku křídla byla žebra přilepena a pojištěna mosaznými pásky probitými hřebíčky. Přední nosník s průřezem 41 × 32 mm byl vytvarován do tvaru „D“ a tvořil zároveň náběžnou hranu křídla. Zadní nosník ležel v 80 % hloubky křídla. Nosníky byly slepeny z pěti vrstev pásků smrku na svislo. Krátká délka každého z nosníků děleného křídla zajišťovala vysokou pevnost. Také odtoková hrana byla zhotovena ze smrkové lišty. Sekce křídla byly spojeny kováním z kvalitní oceli. K dosažení tuhosti obdélníku křídla byly použity diagonální drátové výztuhy, jak je obvyklé i u pozdějších konstrukcí. Výztuhy byly kotveny ke kování na pevnostních žebrech, která byla širší. Rozměr zadního nosníku, lepeného také z pěti vrstev, byl 32 × 32 mm. Celek křídla zaručoval vysokou pevnost a dobrý poměr pevnosti ku hmotnosti. Kování spojující panely křídel a veškeré drátové výztuhy byly řešeny tak, že dovolovaly rychlé rozebrání a sestavení křídel. Koncové části křídel přitom zůstaly spojeny v původní celek, tedy patrně obě plochy včetně vzpěr.

### Křidélka
Co musí každého na pohled zaujmout jsou také křidélka. Ta byla poplatná patentovanému řešení používaným u prvých Curtissových konstrukcí. Křidélka jsou mezikřídelní, plovoucí. Vnitřní konec a střed křidélek byl ukotven přímo na dvě krajní mezikřídelní vzpěry, vnější konec byl odvážně uložen na lankách. Ovládala se ocelovými lanky. Jejich plocha byla dostatečná, aby spolehlivě otáčela strojem podél podélné osy, ačkoliv ne příliš rychle. Řízení křidélek bylo více citlivé při vyšších rychlostech.

### Podvozek
Podvozek byl tříkolový. Zatímco na všech předchozích typech byla hlavní kola uložena v pevném třmenu, kotveném do spodního křídla, tedy neodpružená, z čelní fotografie z Montrealu z roku 1914 je vidět uložení kol na polonápravě, pravděpodobně již odpružené gumou. Přední kolo nejspíš nebylo ani řiditelné, stroj asi otáčeli pomocníci a při krátkém pojíždění možná šlo zatáčet směrovkou při postaveném stroji na zadní kola. Dřevěná vidlice příďového kola ze smrku 37 × 41 mm zároveň nesla sedadlo pilota a sloupek řízení. Nejnižší část podvozku tvořil jasanový hranol, sloužící jako ližina, zároveň chránící kotouč vrtule, která končila pouhých 7 palců nad zemí. Překvapí malá světlost pod ližinou. V její zadní části s ní bylo spojeno několik kovových trubek tvořících hlavní podvozek. Drátěná kola byla obuta do tlustých dušových pneumatik, které zpočátku jediné tlumily rázy při přistání. Přední kolo bylo vybaveno primitivní třecí brzdou, doléhající na pneumatiku. Pilot na ni tlačil nohou, avšak její účinnost byla údajně značně omezená, zvláště na mokré trávě.

### Řízení

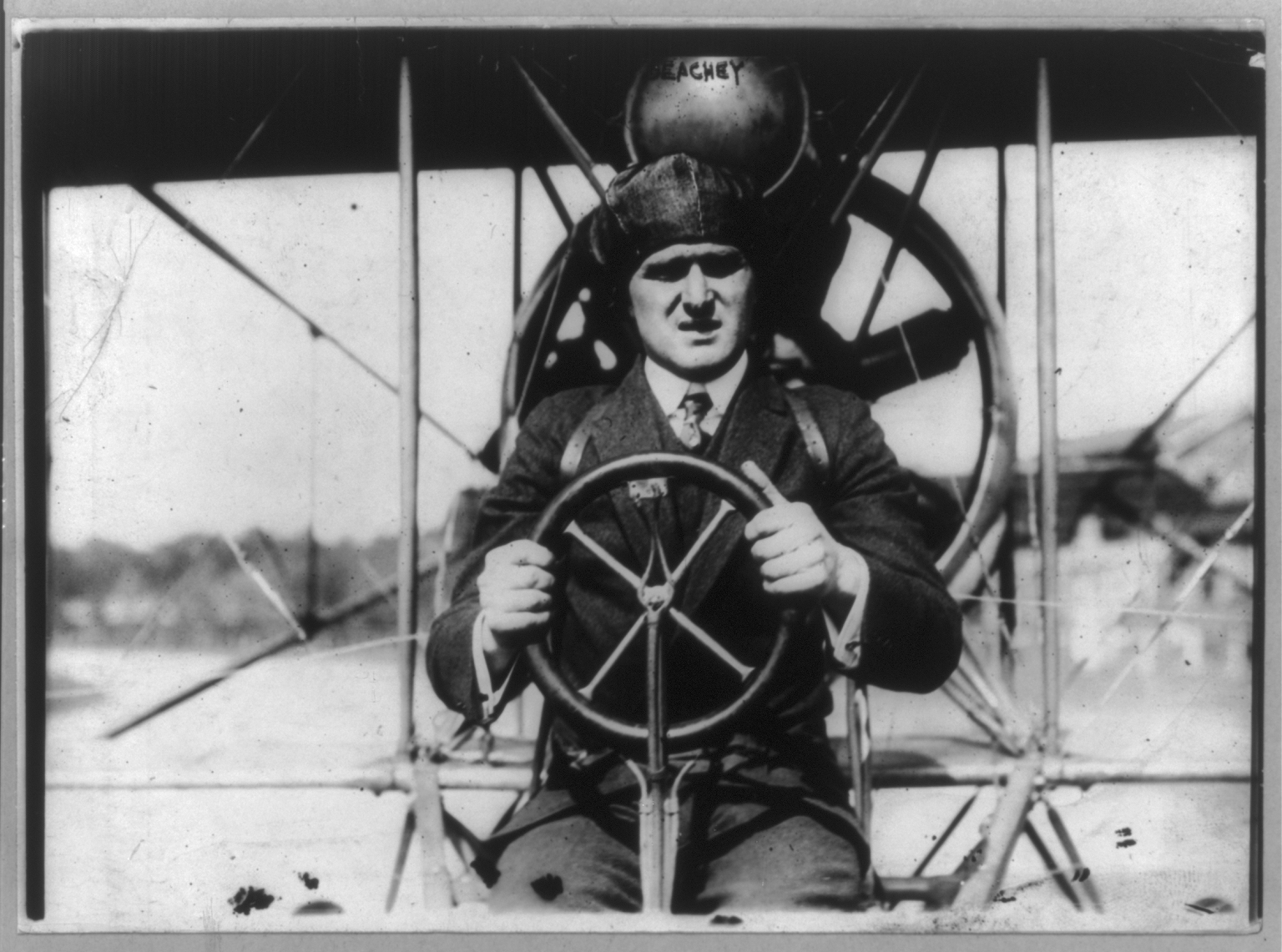
Za volantem

Snad nejzajímavější částí letadla bylo řízení. Na konci dutého sloupku řízení bylo připevněno dřevěné kolo-volant s obvodovou drážkou. Drážkou procházelo táhlo ovládající směrovku. Otáčením kola se lanko směrovky procházející sloupkem řízení posouvalo a přes soustavu kladek vedlo až ke směrovému kormidlu. Výchylky směrovky byly přibližně 20 stupňů vlevo a vpravo. Jednoduchá vícežilová lanka, vedoucí ke kormidlům byla vybavena napínáky, umožňujícími rychlé a snadné rozebrání letadla. Sloupek řízení se nakláněl vpřed a vzad, čímž se logicky ovládala výškovka. Sloupek však nebyl uzpůsoben pro výchylky do stran, jak by snad čtenář očekával. K ovládání křidélek totiž sloužilo opěrátko pilota. Samotné sedadlo bylo primitivní. Tvořila je rovná vypolštářovaná deska, k níž bylo připevněno opěrátko na jakémsi pantografu, takže se dalo vychylovat do stran podle toho, jak se pilotova záda nakláněla vpravo či vlevo. Přímo k opěrce byla připevněna lanka ovládající křidélka. Toto unikátní řízení bylo použito právě zde a Beachey byl pravděpodobně jediný, kdo je uměl ovládat. Vždyť představíme-li si odstředivé síly, působící při obratech na pilota, který navíc neměl v sedadle žádnou oporu, šlo jistě o slušný hazard. K opěrátku byla připevněna dvě kožená oka z řemínků. Do nich Beachey navlékal paže, čímž byl zároveň ve stroji upoután. Až do doby, než získal model 1913, žádné jiné poutání nepoužíval.
Ocasní plochy se skládaly z vodorovného stabilizátoru dělené výškovky a plovoucího aerodynamicky odlehčeného směrového kormidla. Stavba ocasních ploch byla stejná jako křídel. Celé ocasní plochy byly neseny podélníky z vrstveného smrkového dřeva, o průřezu pouhých 33 × 33 mm, de facto tvořícími trup. Celá konstrukce draku byla vyztužena vícežilovými lanky s napínáky. Kormidla byla potažena látkou z obou stran. Úhel náběhu pevné vodorovné plochy byl na zemi stavitelný podle potřeby. Výchylky výškovky byly asi 20 stupňů dolů a 30 nahoru. Dělená výšková kormidla se ovládala lanky vedenými přes vrchol řídících pák a kotvenými na odtokových hranách. Zajímavé bylo ukotvení směrovky, jejíž horní a spodní hrana byla vedena čepem v ocelovém kříži, neseném čtyřmi lanky. Podobně uchyceny byly i konce křidélek.
Celková hmotnost stroje včetně pilota byla 775 liber (352 kg). Malé plošné zatížení dovolovalo vysoké výkony. Letoun byl velmi manévrovatelný, ani ne vratký, ani příliš stabilní. Při mnoha příležitostech Beachey letěl nízko nad zemí s rukama sundanýma z řízení. Stroj mohl být uveden do mnoha nenormálních letových poloh, strmých stoupání a piké, s přidáním různých přemetů a obratů a vždy jej bylo možné vyrovnat. Little Looper byl bezesporu tehdy velmi průkopnickým a zajímavým strojem. A je jím i dnes. Stroj byl klasifikován jako prvý dvojplošník, speciálně navržený a dimenzovaný pro loopingy a další obraty s velkým přetížením. Prvý testovací let tohoto posledního stroje byl proveden Beacheym v Chicagu ve státě Illions, kde byl stroj dokončen 19. května 1914. Letadlo prokázalo výjimečné letové vlastnosti, dobrou stabilitu a precizní manévrovatelnost. Little Looper údajně mohl stoupat v úrovni moře více než 1 125 stop za minutu (úctyhodných 4,7 m/s) a tento výkon v té době překračovaly pouze dvě zahraniční konstrukce. Maximální rychlost byla asi 85 mil za hodinu (137 km/hod), ale tyto údaje jsou odhadnuté, protože stroj nebyl vybaven žádnými přístroji.
Když se v březnu 1915 otevírala v San Franciscu mezinárodní výstava Panama-Pacific, Lincoln Beachey, jedinečný národní pilot a přezdívaný král vzduchu byl zaměstnán jako atrakce, aby zdvihl ze sedadel tisíce návštěvníků svými kousky.